# Opius melanarius
Opius melanarius är en stekelart som beskrevs av Fischer 1974. Opius melanarius ingår i släktet Opius och familjen bracksteklar. Inga underarter finns listade i Catalogue of Life.